# Ivan Obolenski
Pour les articles homonymes, voir Obolenski.
Le prince Ivan Mikhaïlovitch Obolenski (en russe : Иван Михайлович Оболенский), né le 2 novembre 1853 (14 novembre dans le calendrier grégorien) à Moscou et mort le 27 février 1910 (12 mars dans le calendrier grégorien) à Saint-Pétersbourg, est un aristocrate russe qui fut haut fonctionnaire et général.

## Biographie
Le prince est le fils du prince Mikhaïl Alexandrovitch Obolenski (1821-1886) descendant d'une famille des plus illustres de Russie et de son épouse, née Olga Stourdza (morte en 1895), descendante de la branche non-princière d'une des plus grandes familles moldaves. Il est éduqué au corps des cadets de Moscou, puis sert sur les yachts impériaux Derjava et Alexandria. Il préside l'assemblée de la noblesse du gouvernement de Simbirsk (12 janvier 1889-13 juin 1897).
Il est nommé par Nicolas II gouverneur de Chersonèse de Tauride en 1897, puis gouverneur de Kharkov, le 14 janvier 1902. Une tentative d'assassinat a lieu contre lui le 29 juillet 1902 dans le Jardin de Tivoli. Foma Katchoura tire à plusieurs reprises sur le gouverneur, mais celui-ci n'est que légèrement blessé. Katchoura se déclare à son arrestation membre de l'organisation de combat des socialistes-révolutionnaires qui l'a mandaté pour effectuer cet assassinat.
Le prince Obolenski est démis de sa charge de gouverneur de Kharkov le 31 mars 1903 et affecté au ministère des Affaires étrangères. Il est nommé gouverneur général de Finlande du 17 juin 1904 au 18 novembre 1905, succédant au général Bobrikov, assassiné par un nationaliste finlandais suédophone. Cette période est particulièrement agitée avec l'éclatement de la révolution de 1905 et la grande grève générale de la première semaine de novembre 1905 qui paralyse tout le grand-duché de Finlande.
Nikolaï Nikolaïevitch Gerhard lui succède.

## Famille
Ivan Mikhaïlovitch Obolenski épouse Alexandra Nikolaïevna Topornine qui lui donne trois fils et deux filles.
Le prince Obolenski est enterré dans son domaine familial à Ivanovko dans le gouvernement de Simbirsk.